# 1921年—1922年俄罗斯饥荒

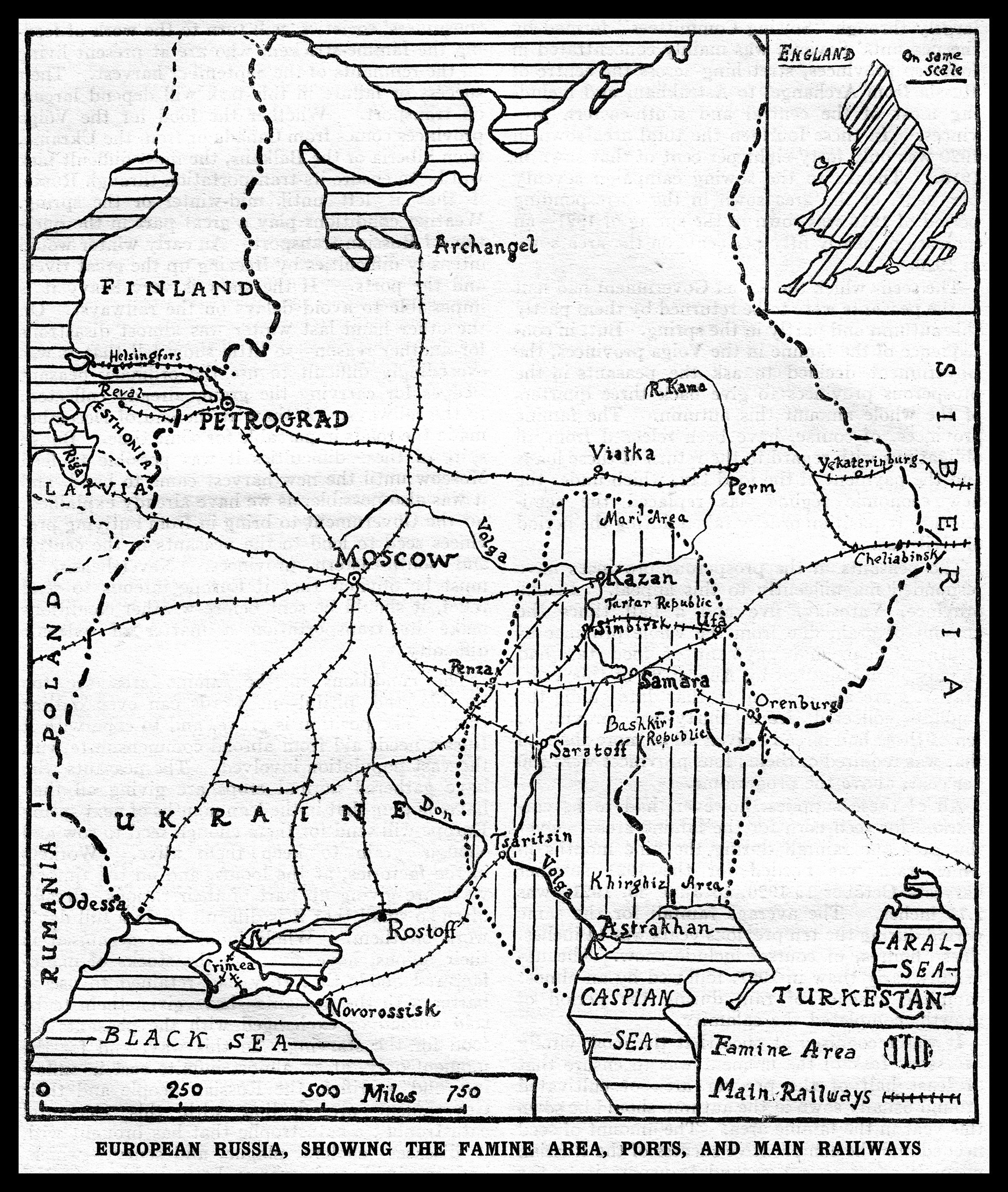
1921年秋天的饥荒地区

1921年—1922年俄罗斯饥荒 是指俄罗斯苏维埃联邦社会主义共和国的严重饥荒 ，始于1921年春，一直持续到1922年。这一饥荒造成约500万人丧生，災區為伏尔加河和乌拉尔河地区，农民曾因饥饿而同类相食。

## 起源

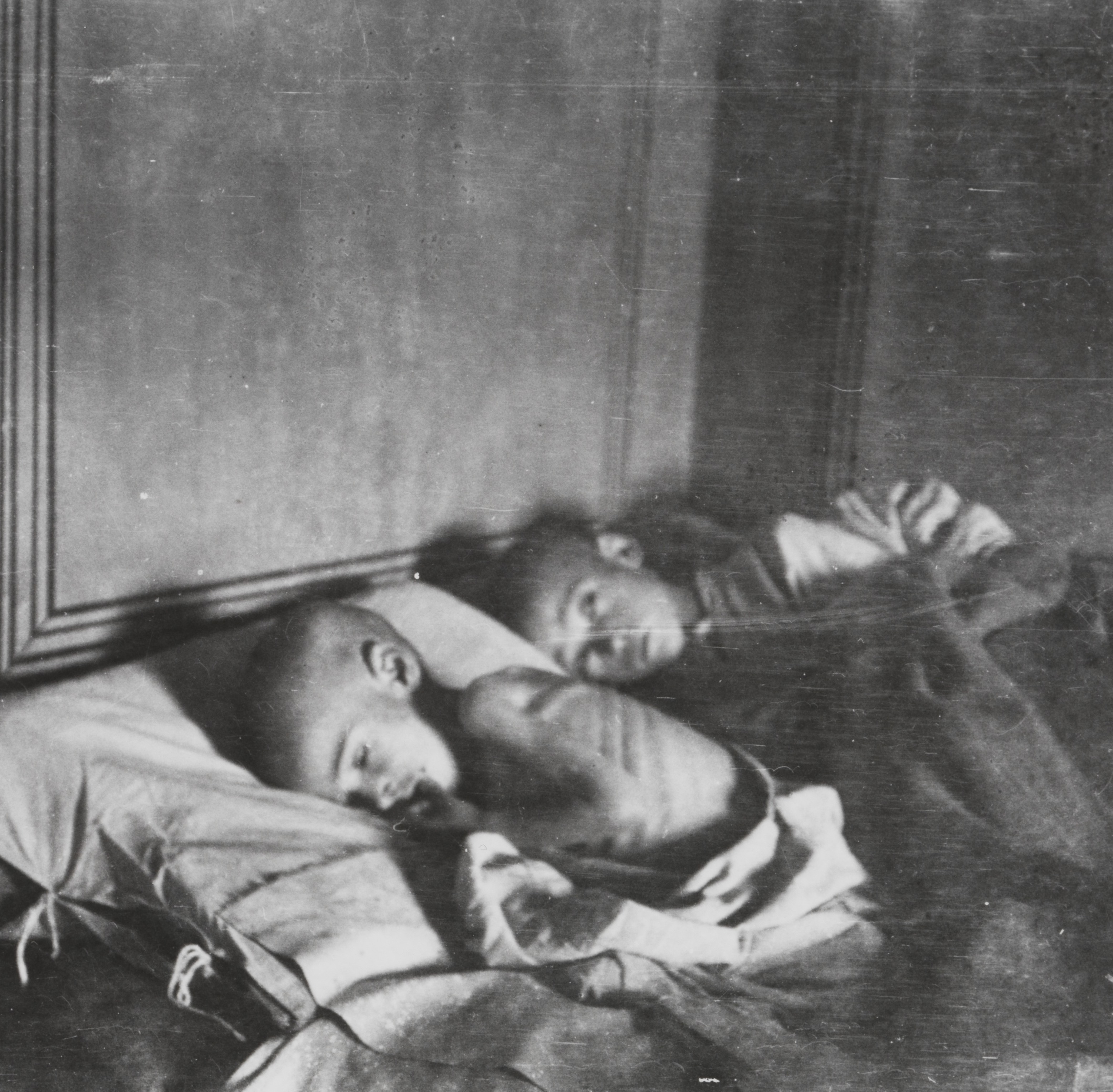
1921年弗里德里希·南森前往俄罗斯饥荒地区途中所攝

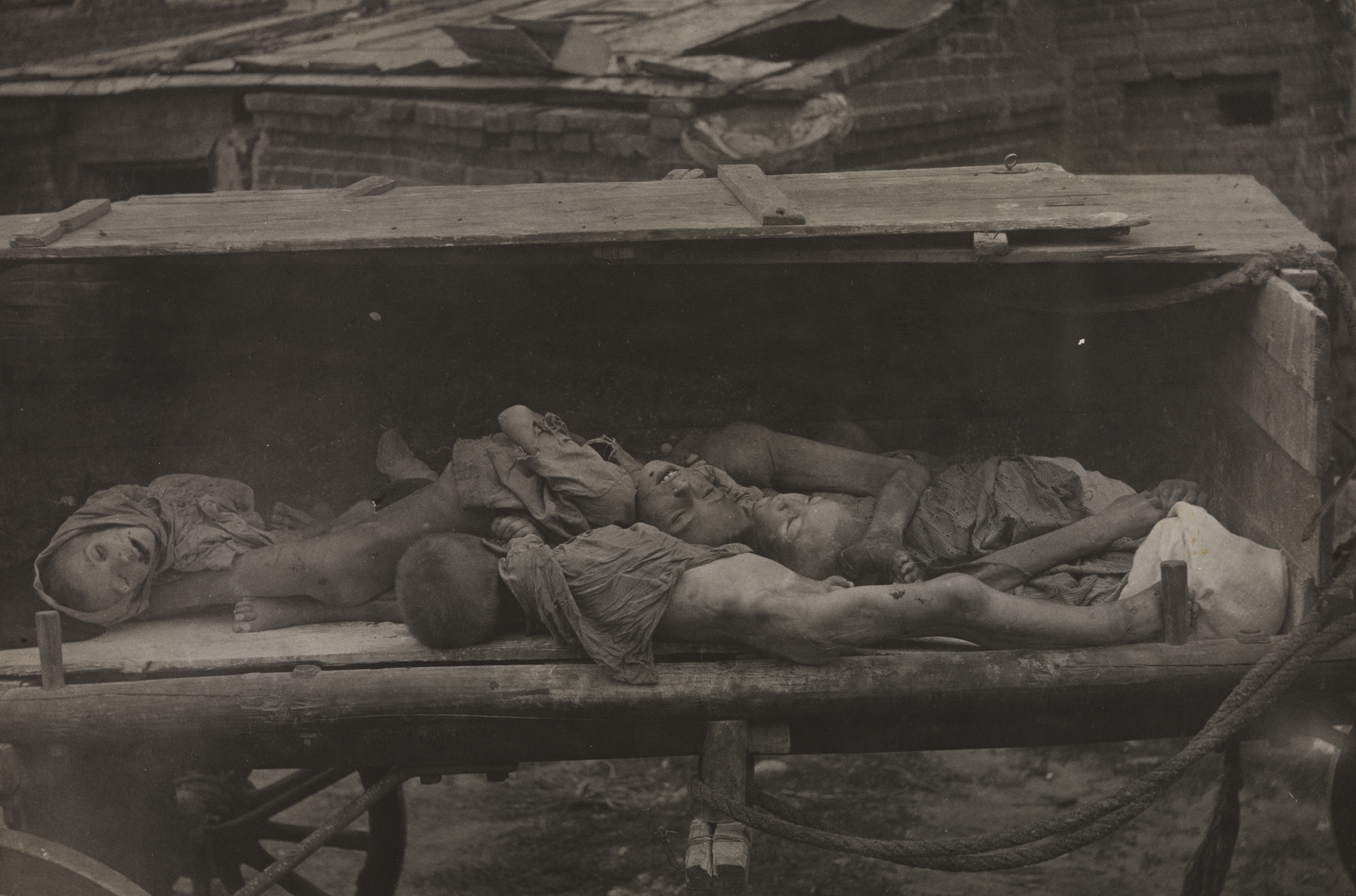
1921年在萨马拉的一辆货车上存放的儿童尸体

饥荒是由于俄国革命和俄国内战以及政府的战争共产主义政策所引起的经济混乱产生的综合影响而导致的。又因铁路系统未能有效分地分配食物，加剧饥荒所造成的危害。1921年俄罗斯的间歇性干旱所带来的危害，使局势更趨恶化。农民在這次饑荒中遭受沉重打擊，以至于宁愿将种子吃下而不是去播种。为此，救济机构不得不向铁路工作系统員工提供食物，助其运送物资。美国提供的食品和药品令1100万人幸免於難。
在饥荒开始之前，俄罗斯經歷了接近六年半的第一次世界大战和1918－20年内战，其中许多冲突发生在俄罗斯本土。1918-21年俄罗斯内战所有组织或势力（布尔什维克、俄国白军、无政府主义者、各民族）都从粮食生产者手中夺取粮食来补给，并将其轉售予军队和支持者。布尔什维克政府向农民徵購物资和糧食，却很少用实质性物品作出交换。这导致糧食大幅减产，而富裕的农民（富农）则靠穀倉尚餘的谷物维持生命，并在黑市上出售牟取暴利。1920年，列宁下令不惜一切代價從農民手上獲取糧食。
俄罗斯以外的援助最初遭到拒绝。赫伯特·胡佛成立的美國救濟署（ARA）旨在為受第一次世界大戰影響的災民提供糧食，並于1919年向列宁提供了援助，並以此為條件換取俄罗斯铁路网部分股份，並希望蘇俄政府能公平地分配糧食。但被列宁拒绝，认为此舉無異於干涉俄罗斯内政。
列宁最终被这场饥荒所引起的克朗斯塔特叛乱、坦波夫叛乱等大规模农民起义以及德国大罢工的失败所说服，最终改变了他在国内實施的政策，并于1921年3月15日颁布了《新经济政策》，允许救援组织提供援助，而ARA亦於波兰成立另一组织，以缓解1919-20冬季开始的波兰饥荒。

## 国际救援工作

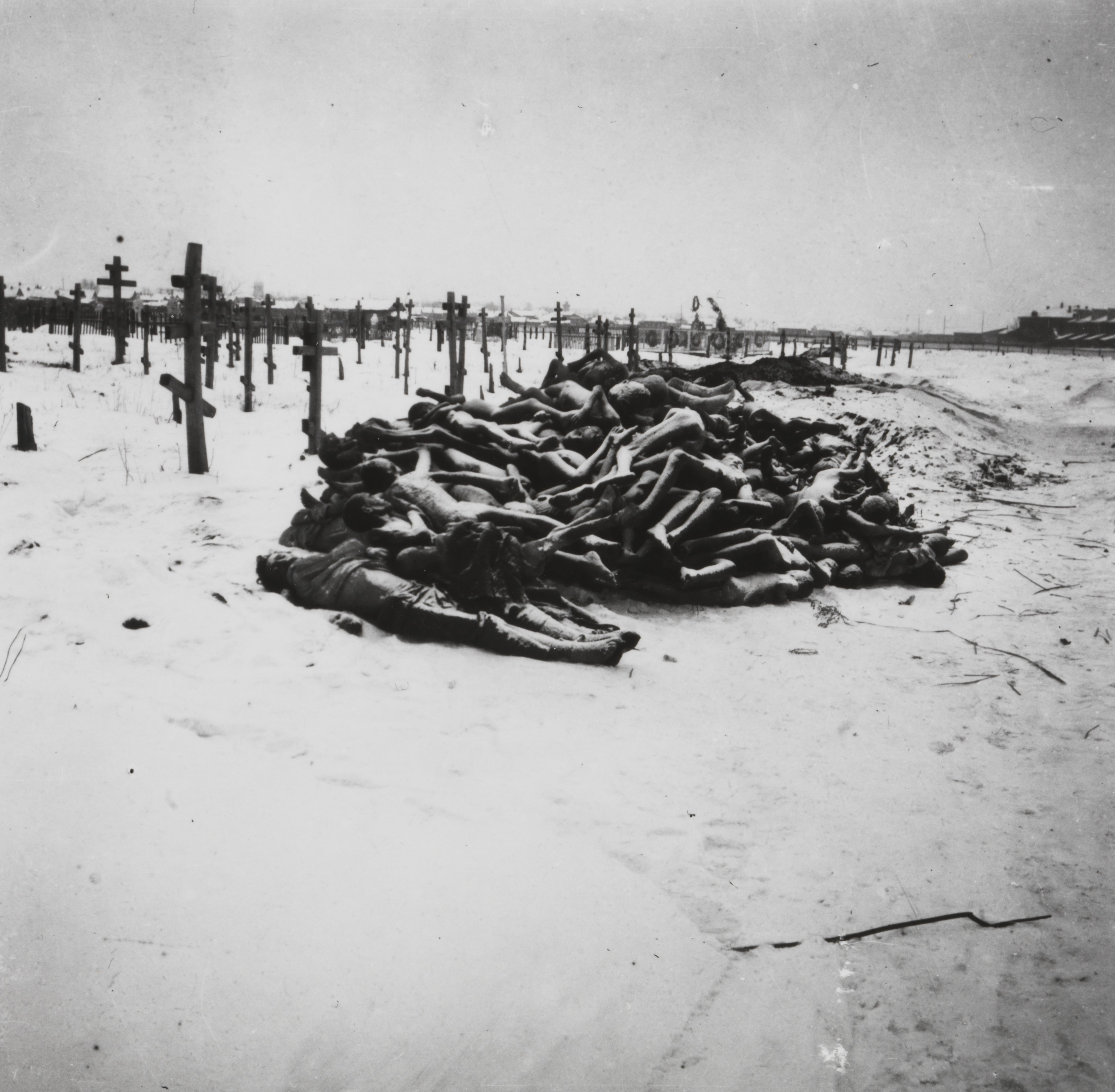
伏尔加河地区萨马拉因饥荒而逝世的居民。

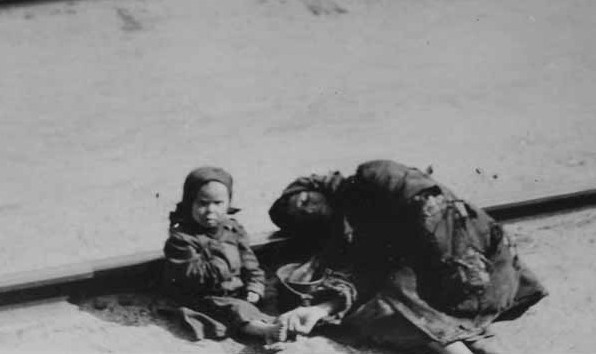
饥荒的受害者，1922年

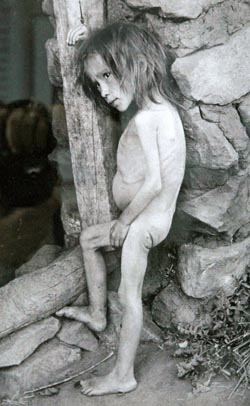
布古魯斯蘭瘦骨嶙峋的俄罗斯姑娘，1921年

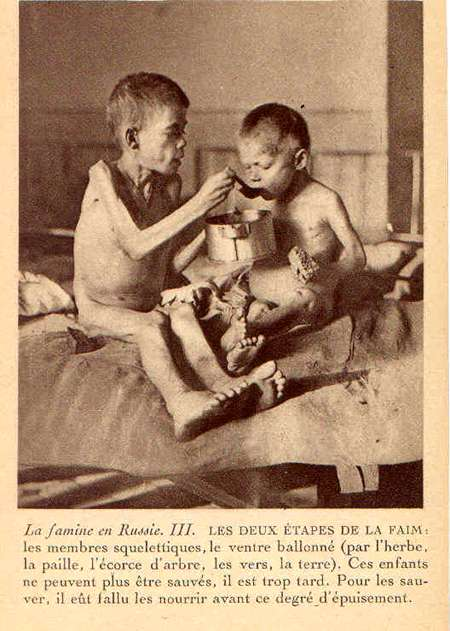
在饥荒中營養不良的俄罗斯儿童，1922年

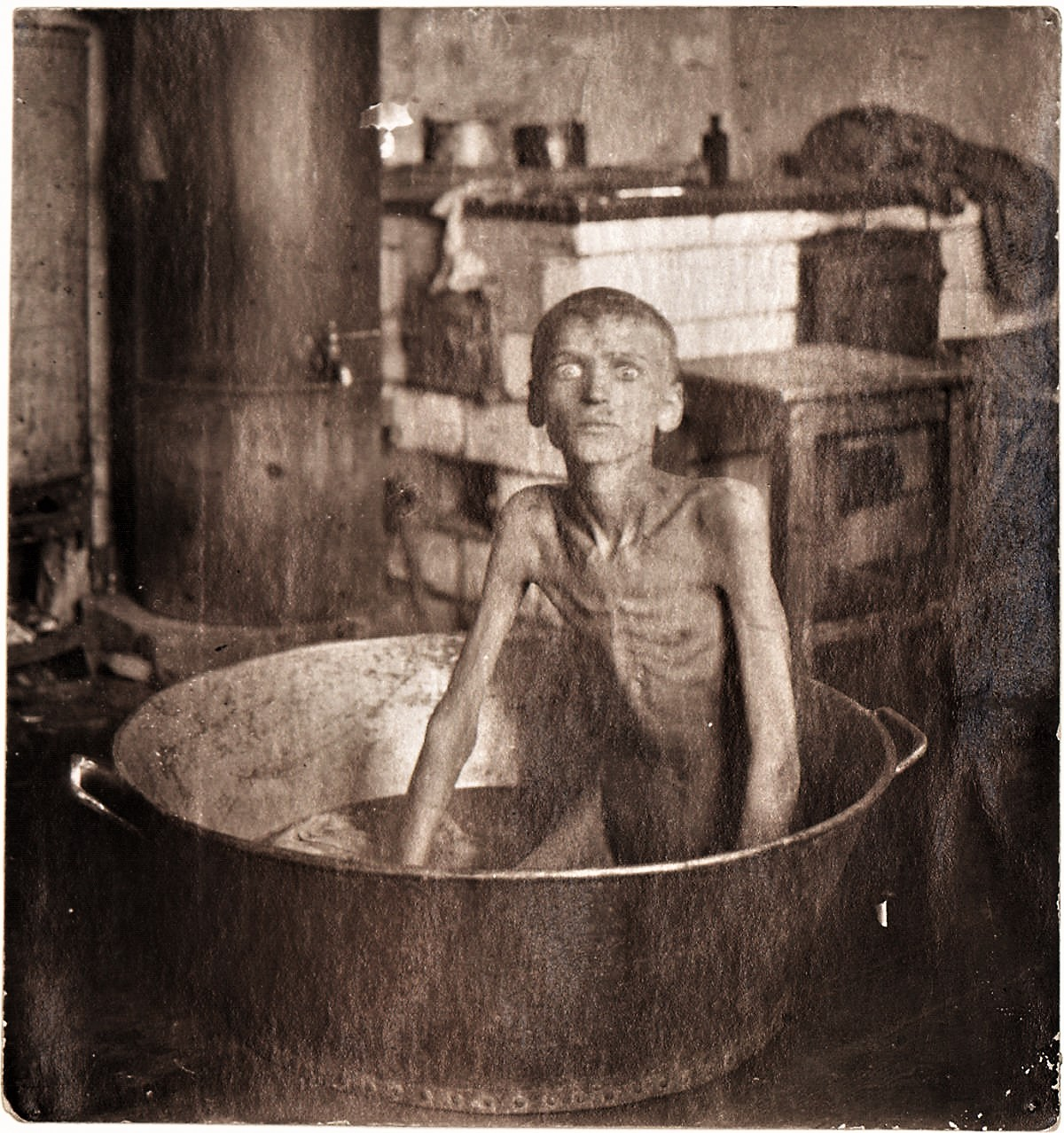
来自烏克蘭扎波罗热省布拉霍維申卡
的男孩伊拉里奥·尼申科因饥饿而杀害3歲的弟弟，并把他吃掉了（1921-22年）

尽管俄罗斯官方当时並無请求西方國家援助，但政府还是允许由無黨籍知名人士组成的委员会呼籲提出援助。1921年7月，作家马克西姆·高尔基向外界发聲明指，称数百万人因作物歉收而瀕臨死亡邊緣。在8月15日由國際红十字会與红十字会与红新月会国际联合会等组织，在日内瓦舉行的会议上，成立了俄罗斯救济国际委员会（ICRR），弗里乔夫·南森博士担任高级专员。並前往莫斯科，与苏联外交大臣基奇林签署协议，使ICRR能够真正获得实权。同时，在英国开始了为饥荒救济行动的筹款活动，其中包含现代紧急救济行动的所有要素-整版的报纸广告做宣传，展示当地藏品和在饥荒地区拍摄的筹款电影。到9月，救援船隻从伦敦运送600吨物资。第一个食物供给中心于十月在萨拉托夫开始救援工作。
国际救援工作的主要参与者是胡佛的美国救济管理局，以及其他机构，例如美国教友会和国际救助儿童联盟，其中以英国救助儿童基金会为主要捐助者。大约有1000万人得到救助，其中大部分来自ARA，由美国国会资助；由ICRR协调的欧洲机构每天为200万人提供食物：国际救助儿童联盟在行动高峰时在薩拉托夫的中心为37.5万儿童提供食物。
1922年至1923年间，饥荒仍然持續，ARA則繼續提供救济物资，苏联政府却出口粮食为發展重工业筹集资金，令西方國家大為反感。

## 死亡人数

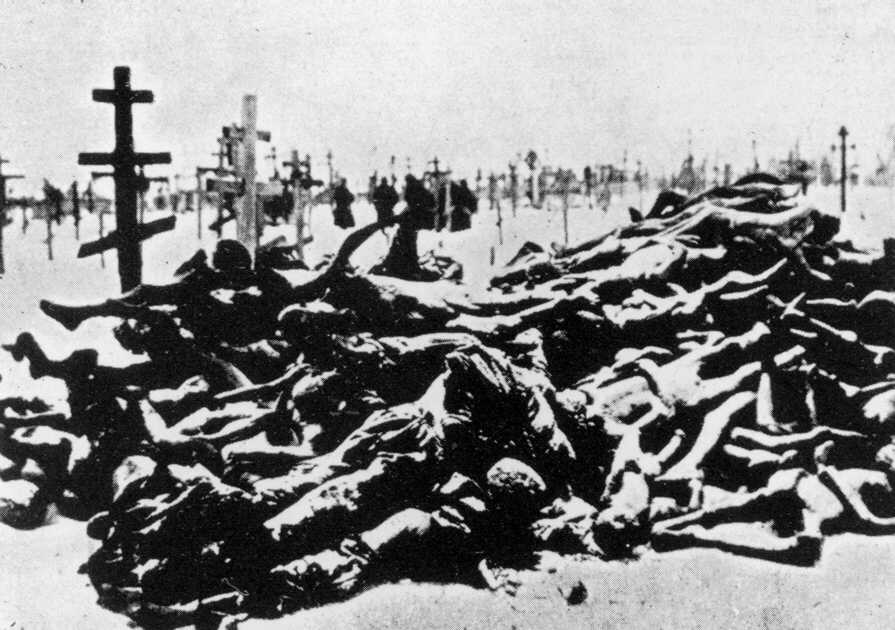
俄罗斯内战期间的饥荒受害者，1921年

与其他大规模饥荒一样，经评估而得出的死亡人数很大。苏联1920年代初的官方出版物得出的结论是，1921年因饥荒和相关疾病而死亡的人数约为500万人：该数字通常在教科书中引用。更保守的数字不超过100万人，而另一项基于ARA医疗部门的评估则为200万人。另一方面，一些消息来源说有1千万人死亡。 根据伯特兰·M·帕特纳德的 说法，“在20世纪数以千万计人死亡的战争，饥荒和恐怖袭击之后，这样的数字似乎并不令人感到震惊”。

## 政治用途
这场饥荒是在持续了六年半的动乱和戰爭（第一次世界大战，随后是1917年的两次俄国革命，以及俄国内战）结束后发生的。许多不同的政治和军事派别都間接導致這次饑荒，部分人被另一派別指责为饥荒的罪魁祸首，甚至要为饥荒负全部责任，因此成因比較複雜。
布尔什维克在1922年开始没收教堂财产。同年缴获約450万卢布。其中，100万卢布用作缓解饥荒。 在1922年3月19日给中央政治局的一封密信中，列宁表示有意使用這筆錢缓解饥荒。 
在列宁给中央政治局的另一封密信中，他表示，這次饥荒令政府成功達到箝制東正教会的目的。  理查德·派派斯指出，饥荒在政治上成為布尔什维克领导层迫害东正教的借口，因東正教会在該時代的普羅大眾中具有一定的影響力，故此政府將其勢力清除淨盡以鞏固其政權。
俄国反布尔什维克流亡者在伦敦，巴黎和其他地方也利用饥荒作为證據陳述苏维埃政权的恶行，希望西方政府停止与布尔什维克政府進行贸易及承認該政權。 

## 相关事件
- 1921年馬里山火
- 1921-22年韃靼斯坦饑荒
- 1919-1922年哈薩克饑荒
- 俄国和苏联的干旱和饥荒
- 饥荒列表
- 1932年苏联大饥荒
- 1946年－1947年苏联饥荒